# Фалце-Сињореса (Тревизо)
Фалце-Сињореса је насеље у Италији у округу Тревизо, региону Венето.
Према процени из 2011. у насељу је живело 3417 становника. Насеље се налази на надморској висини од 80 м.